# Eduardo Toro
Eduardo Toro (27 aprile 1904 – ...) è stato un cestista cileno.

## Carriera
Con il Cile ha preso parte alle Olimpiadi del 1936.